# Nýrov
Nýrov är en ort i Tjeckien.   Den ligger i regionen Södra Mähren, i den östra delen av landet, 170 km öster om huvudstaden Prag. Nýrov ligger 499 meter över havet och antalet invånare är 209.
Terrängen runt Nýrov är kuperad åt nordväst, men åt sydost är den platt. Terrängen runt Nýrov sluttar österut. Runt Nýrov är det ganska tätbefolkat, med 116 invånare per kvadratkilometer. Närmaste större samhälle är Blansko, 19,4 km söder om Nýrov. I omgivningarna runt Nýrov växer i huvudsak blandskog.